# 浄土寺 (山西省)
浄土寺（じょうどじ）は、中華人民共和国山西省朔州市応県にある仏教寺院。

## 歴史
浄土寺は金の天会2年（1124年）に建立された。大定24年（1184年）は寺院を重修した。2006年5月25日、中華人民共和国国務院は浄土寺を第六批全国重点文物保護単位に認定した。

## 伽藍
大雄宝殿、西配殿